# Mission (film)
Pour les articles homonymes, voir Mission.
Ne doit pas être confondu avec le film hongkongais The Mission, sorti en 1999.
Pour plus de détails, voir Fiche technique et Distribution.
Mission ou La Mission au Québec (The Mission) est un film britannique réalisé par Roland Joffé et sorti en 1986. Ce film historique met en scène le drame de conscience que vivent les Jésuites, au XVIIIe siècle, lorsqu'ils sont contraints d'abandonner leur mission auprès des Guaranis, en Amérique du Sud. Ce film relate en deux heures les quelque 150 ans d'histoire des réductions guaraníes, sortes de républiques autonomes créées par les jésuites et d'abord approuvées par le pouvoir colonial espagnol, aux confins du Paraguay, de l’Argentine et du Brésil. Il fait également allusion à la guerre des Guaranis de 1754-1756.
Il est présenté au festival de Cannes 1986 où il reçoit la Palme d'or. Il obtient de nombreuses autres distinctions.

## Synopsis
Au milieu du XVIIIe siècle, le cardinal Altamirano, visiteur apostolique des missions jésuites en Amérique du Sud, écrit son rapport au pape. Au fil de ce qu'il écrit, il revoit ce qu'il a appris au cours des derniers mois. Un prêtre jésuite espagnol s’aventure dans la forêt tropicale afin d'évangéliser les autochtones : un travail d'approche difficile mais réussi grâce à la création d'une école musicale de haut niveau, à l'origine indispensable aux offices religieux, mais dont la nécessité apparaît également centrale dans le processus d'éducation et de développement humain. Conçue sur le modèle des très nombreuses écoles musicales d'Église réparties dans tout l'Occident (les maîtrises, en quelque sorte ancêtres des conservatoires, dont l'objectif était bien sûr religieux mais pas exclusivement), cette école deviendra elle aussi un élément d'autonomie et finalement, ici, un acte de résistance.
Le prêtre jésuite est bientôt rejoint par un ancien chasseur d’esclaves converti et cherchant la rédemption. Le prêtre fait visiter plusieurs missions au cardinal Altamirano qui est impressionné par la qualité de développement et de vie qu'il y découvre.
À la fin de son séjour, le prélat révèle la décision, qui en fait avait déjà été prise avant même son arrivée en Amérique du Sud : les Jésuites doivent quitter les réductions. Le prêtre et le frère Rodrigo refusent d'abandonner les Guaranis. De manière différente, ils organisent la résistance face à l'assaut de l'armée portugaise venue appliquer les accords, signés en Europe, de partage des terres entre Espagnols et Portugais. Avec l'aide de tribus autochtones, l'armée brûle le village, abat les villageois et les prêtres : les Guaranis survivants retournent dans la forêt en emportant des instruments de musique.
À l'officier qui lui dit : « Le monde est ainsi », le cardinal répond : « Non, le monde est ce que nous en faisons. » Le cardinal conclut son rapport au pape : « Et donc, Votre sainteté... vos prêtres sont morts... et moi... vivant. Mais à la vérité, c'est moi qui suis mort... tandis qu'ils sont vivants. Car il en va toujours ainsi, Votre sainteté. L'esprit des morts survit... dans la mémoire des vivants ».

## Fiche technique
Sauf indication contraire, les informations mentionnées dans cette section peuvent être confirmées par la base de données cinématographiques IMDb,  présente dans la section « Liens externes ».
- Titre français : Mission
- Titre original : The Mission
- Titre québécois : La Mission
- Scénario : Robert Bolt, avec la participation non créditée de Tom Stoppard[2]
- Musique originale : Ennio Morricone
- Décors : Stuart Craig
- Costumes : Enrico Sabbatini
- Photographie : Chris Menges
- Montage : Jim Clark
- Effets spéciaux : Peter Hutchinson, Steve Crawley, Peter Fern, Marco Yepes, Andrew Smith
- Production : Fernando Ghia et David Puttnam
- Société de production : Warner Bros.
- Sociétés de distribution : Warner Bros. Pictures / AMLF
- Pays de production :  Royaume-Uni
- Format : couleur 35 mm - Panavision - Ratio : 2,35:1 - Kodak
- Budget : 17 218 000 $
- Langues originales : anglais, latin et guarani
- Genre : drame, historique
- Durée : 126 minutes
- Dates de sortie :
  - France : 16 mai 1986 (festival de Cannes)
  - France : 1er octobre 1986 (sortie en salles)
  - Canada : 31 octobre 1986
  - Royaume-Uni : 31 octobre 1986

## Distribution
- Robert De Niro (VF : Jacques Frantz)[3] : Rodrigo Mendoza
- Jeremy Irons (VF : Edgar Givry) : Frère Gabriel
- Ray McAnally (VF : Raymond Gérôme) : Cardinal Altamirano « Son Éminence »
- Aidan Quinn (VF : Pierre-François Pistorio) : Felipe Mendoza
- Cherie Lunghi (VF : Martine Irzenski) : Carlotta
- Ronald Pickup (VF : Jean Lagache) : Hontar
- Chuck Low (VO : Fred Melamed ; VF : Jacques Deschamps) : Cabeza
- Liam Neeson (VF : Julien Thomast) : Fielding
- Daniel Berrigan : Sebastian
- Bercelio Moya : un garçon indien
- Sigifredo Ismare : le sorcier
- Asuncion Ontiveros : le chef indien
- Alejandrino Moya : le second du chef
- Rolf Gray : un jeune Jésuite
- Álvaro Guerrero : un Jésuite

## Production

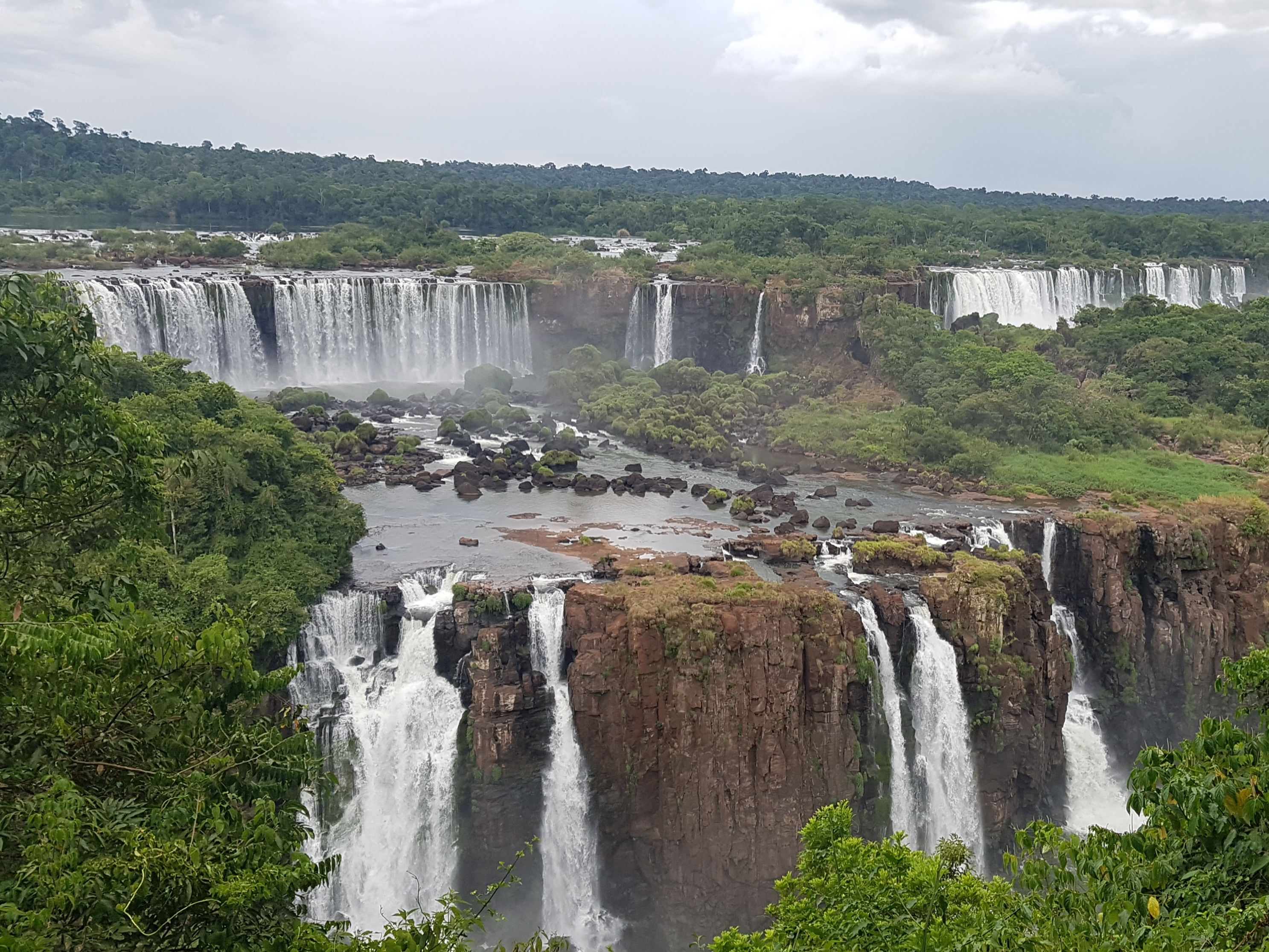
Les chutes d'Iguazú.

Le scénario s'inspire en partie de l'ouvrage The Lost Cities of Paraguay du Père C. J. McNaspy, qui officiera comme consultant sur le projet. Le scénario est écrit par Robert Bolt. Craignant des polémiques et controverses, le producteur David Puttnam fait réécrire le script par Tom Stoppard. Il n'est pas crédité au générique.
Le tournage a lieu principalement au parc national d'Iguazú (et ses chutes) en Argentine. Il se déroule également en Colombie (Carthagène, Magdalena), au Brésil (Rio Paraná) ou encore en Angleterre (Fort Amherst dans le Kent).
Les véritables Guaranis étant trop imprégnés de culture occidentale et trop peu nombreux, la production a trouvé le groupe ethnique des Waunana pour assurer la figuration et les rôles d’autochtones. Ce peuple peu touché par la culture occidentale vit en Colombie, au bord du fleuve San Juan dans la région du Chocó. Trois villages, représentant environ 1 500 personnes (hommes, femmes et enfants), ont été déplacés sur les lieux du tournage où leur cadre de vie a été reconstitué sur le fleuve Don Diégo, au bord de la Siera Nevada, à 1 500 km de là.
La plupart des membres de l'équipe ont contracté la dysenterie pendant le tournage. Robert De Niro est l'un des seuls à ne pas en avoir souffert.

## Accueil
Mission fait partie des films religieux les plus importants selon une liste du Vatican établie en 1995.

## Distinctions principales
Source et distinctions complètes : Internet Movie Database

### Récompenses
- Festival de Cannes 1986 : Palme d'or
- Oscars 1987 : meilleure photographie pour Chris Menges
- British Academy Film Awards 1987 : meilleur acteur dans un second rôle pour Ray McAnally, meilleure musique pour Ennio Morricone, meilleur montage pour Jim Clark

### Nominations
- Oscars 1987 : meilleur film, meilleurs décors, meilleur réalisateur, meilleurs costumes, meilleur montage et meilleure musique de film
- British Academy Film Awards 1987 : meilleur film, meilleure réalisation, meilleur scénario original, meilleurs décors, meilleurs costumes, meilleure photographie, meilleurs effets visuels, meilleur son
- César 1987 : meilleur film étranger